# Yamaha FJ 1100
De Yamaha FJ 1100 is een sport/tour-motorfiets van de fabrikant Yamaha Motor Company die tussen 1984 en 1985 geproduceerd werd.
Specificaties als opgegeven door de fabrikant:
| Motor               | Motor                                            |
| ------------------- | ------------------------------------------------ |
| Type:               | viercilinder, viertakt, DOHC.                    |
| Cilinderinhoud:     | 1097 cc.                                         |
| Koeling:            | luchtkoeling.                                    |
| Distributie:        | 4 kleppen per cilinder.                          |
| Boring X slag:      | 74,0 x 63,8 mm                                   |
| Smering:            | nat (olie)carter.                                |
| Compressie:         | 9,5 :1.                                          |
| Maximum koppel:     | 106/144 bij 8000                                 |
| Maximumvermogen:    | 91,2 kW (125 PK) bij 9000tpm                     |
| Eindoverbrenging:   | ketting.                                         |
| Koppeling:          | Nat, meervoudige platen                          |
| Versnellingsbak:    | 5 versnellingen.                                 |
| Rijwielgedeelte     |                                                  |
| Frame:              | Gelaste stalen profielen (Lateral Frame Concept) |
| Ophanging vooraan:  | Conventionele voorvork.                          |
| Ophanging achter:   | Aluminium swingarm (Monocross).                  |
| Voorrem:            | Dubbele schijf, Ø 300 mm.                        |
| Achterrem:          | Enkele schijf, Ø 220 mm.                         |
| Voorband:           | 120/90 V16M/C                                    |
| Achterband:         | 150/80 V16M/C                                    |
| Maten en gewichten  |                                                  |
| Lengte:             | 2.175 mm.                                        |
| Wielbasis:          | 1490 mm.                                         |
| Zadelhoogte:        | 780 mm.                                          |
| Gewicht (rijklaar): | 252 kg.                                          |
| Tankinhoud:         | 24,5 liter                                       |
| Diversen            |                                                  |

## Afbeeldingen

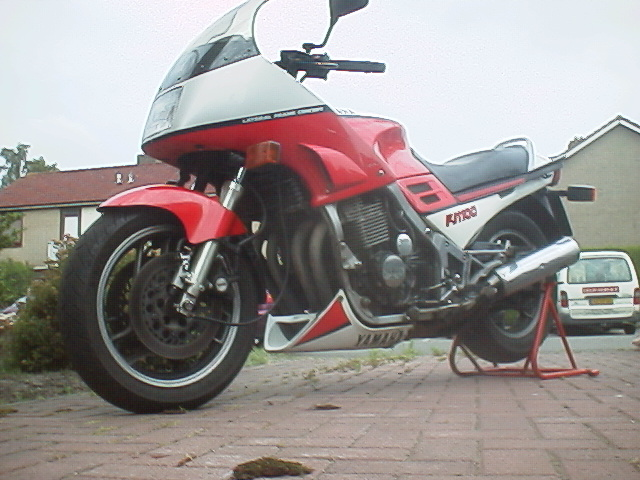
Yamaha FJ 1100 in meest voorkomende kleurstelling